# Gaetano Latilla
Gaetano Latilla (ur. 10 stycznia 1711 w Bari, zm. 15 stycznia 1788 w Neapolu) – włoski kompozytor. 

## Życiorys
Jako dziecko był członkiem chóru przy katedrze w Bari. W latach 1726–1731 uczył się w Conservatorio di San Onofrio w Neapolu u Ignazio Proty i Francesco Feo. Debiutował w 1732 roku operą Li mariti a forza, wystawioną w neapolitańskim Teatro dei Fiorentini. W latach 1738–1741 pełnił funkcję wicekapelmistrza bazyliki Santa Maria Maggiore w Rzymie. Między 1751 a 1772 rokiem przebywał w Wenecji, gdzie w 1751 roku poślubił śpiewaczkę Domenikę Casarini. Od 1756 roku prowadził chór Conservatorio della Pietà, a od 1762 roku był wicekapelmistrzem bazyliki św. Marka. W 1772 roku osiadł w Neapolu, gdzie poświęcił się komponowaniu i pracy pedagogicznej. Jego siostrzeńcem był Niccolò Piccinni. Do uczniów Latilli należeli Thomas Attwood i Giacomo Gotifredo Ferrari.

## Twórczość
Należał do przedstawicieli szkoły neapolitańskiej. Jego dorobek obejmuje 46 oper, w tym m.in. Li mariti a forza (Neapol 1732), Angelica ed Orlando (Neapol 1735), Gismondo (Neapol 1737), Madama Ciana (Rzym 1738) i I sposi incogniti (Neapol 1779). Muzyka do większości z nich nie zachowała się. Ponadto napisał m.in. oratorium L’onnipotenza e la misericordia divina, 3 symfonie, 6 kwartetów smyczkowych. Muzyka Latilli cechuje się bogatą inwencją melodyczną, brak jej jednak rysów indywidualnych.